# Munții Vrancei (sit SPA)
Munții Vrancei este o arie protejată (arie de protecție specială avifaunistică — SPA) din România întinsă pe o suprafață de 38.060,2 ha, integral pe uscat.

## Localizare
Situl se întinde pe teritoriile administrative ale județelor Bacău (Mănăstirea Cașin), Buzău (Gura Teghii), Covasna (Zăbala) și Vrancea (Nistorești, Păulești, Tulnici). Centrul sitului Munții Vrancei este situat la coordonatele 45°55′17″N 26°30′13″E / 45.92128°N 26.503481°E.

## Înființare
Situl Munții Vrancei a fost declarat arie de protecție specială avifaunistică (ROSPA0088) în octombrie 2007 pentru a proteja o gamă diversă de specii avifaunistice.

## Biodiversitate
Situată în ecoregiunea alpină, aria protejată nu include niciun habitat protejat. Situl se suprapune cu ariile naturale: Cascada Putnei, Groapa cu Pini, Muntele Goru, Parcul Natural Putna - Vrancea, Pădurea Lepșa - Zboina, Strâmtura - Coza și Valea Tișiței.
La baza desemnării sitului se află 13 specii de păsări protejate la nivel european sau aflate pe lista roșie a IUCN, astfel: minuniță (Aegolius funereus), cocoș de mesteacăn (Bonasa bonasia), ciocănitoare cu spatele alb (Dendrocopos leucotos), ciocănitoare neagră (Dryocopus martius), șoim călător (Falco peregrinus), muscar (Ficedula parva), muscar gulerat (Ficedula albicollis), ciuvică (Glaucidium passerinum), viespar (Pernis apivorus), ciocănitoare de munte (Picoides tridactylus), ciocănitoarea verzuie (Picus canus), huhurez mare (Strix uralensis) și cocoș de munte (Tetrao urogallus).